# سامسون مبينغي
سامسون مبينغي (بالفرنسية: Samson Mbingui)‏ (مواليد 1992) هو لاعب كرة قدم غابوني يلعب لصالح نادي مولودية العلمة في الدوري الجزائري الممتاز.
شارك مبينغي مع منتخب الغابون تحت 23 في بطولة أفريقيا تحت 23 سنة لكرة القدم 2011 والألعاب الأولمبية الصيفية 2012.

## روابط خارجية
- سامسون مبينغي على موقع قاعدة بيانات كرة القدم.إي يو (الإنجليزية)
- سامسون مبينغي على موقع ناشيونال فوتبول تيمز (الإنجليزية)
- سامسون مبينغي على موقع Soccerway.com (الإنجليزية)
- سامسون مبينغي على موقع عالم كرة القدم.نت (الإنجليزية)
- سامسون مبينغي على موقع أوليمبيديا (الإنجليزية)